# Coelophora saucia
Lemnia saucia
Espèce
Synonymes
- Lemnia Mulsant, 1850

Coelophora saucia est une espèce d'insectes coléoptères de la famille des Coccinellidae.

## Classification
L'espèce Lemnia saucia est décrite en 1850 par l'entomologiste français Étienne Mulsant (1797-1880).

## Présentation
Cette coccinelle est d'origine asiatique : elle vit en Inde, au Japon, aux Philippines, et a aussi été collectée dans la péninsule indochinoise. Elle a été introduite à Taïwan afin de lutter contre les pucerons (Aphidoidea) qui ravagent la canne à sucre.